# Adalbert de Prusse (1884-1948)
Pour les articles homonymes, voir Adalbert de Prusse et Adalbert.
Vous pouvez aider à l'améliorer ou bien discuter des problèmes sur sa page de discussion.
- Il ne cite pas suffisamment ses sources. Vous pouvez indiquer les passages à sourcer avec {{référence nécessaire}} ou {{Référence souhaitée}}, et inclure les références utiles en les liant aux notes de bas de page. (Marqué depuis septembre 2009)
- Son texte doit être wikifié : il ne correspond pas à la mise en forme Wikipédia (style, typographie, liens internes, liens entre les wikis, etc.). (Marqué depuis mai 2021)
- Il n’est pas rédigé dans un style encyclopédique. (Marqué depuis juin 2018)

- Archive Wikiwix
- Bing
- Cairn
- DuckDuckGo
- E. Universalis
- Gallica
- Google
- G. Books
- G. News
- G. Scholar
- Persée
- Qwant
- (zh) Baidu
- (ru) Yandex
- (wd) trouver des œuvres sur Wikidata

 (mai 2021).
Adalbert Ferdinand Berenger de Hohenzollern, prince de Prusse (en allemand : Adalbert von Preußen), né le 14 juillet 1884 Potsdam (province de Brandebourg), et décédé le 22 septembre 1948 à La Tour-de-Peilz (Suisse).

## Famille
Il est le troisième fils de Guillaume II (1859-1941), empereur allemand, et d'Augusta-Victoria de Schleswig-Holstein (1858-1921).
Son père Guillaume II est le fils aîné de Frédéric III (1831-1888), prince de Hohenzollern, prince-héritier puis empereur allemand, et de Victoria du Royaume-Uni (1840-1901). Il succède à son père, qui succède lui-même à son père au cours de l'année 1888 dite des Trois-Empereurs.
Sa mère Augusta-Victoria est la fille de Frédéric-Auguste de Schleswig-Holstein (1829-1880), duc de Schleswig-Holstein, et d'Adélaïde de Hohenlohe-Langenbourg (1835-1900), nièce de Victoria, reine du Royaume-Uni.
Ses frères et sœur sont Guillaume de Prusse (1882-1951), dernier prince-héritier de l'Empire allemand, Eitel-Frédéric de Prusse (1883-1942), de Auguste-Guillaume de Prusse (1887-1949), sympathisant nazi, Oscar de Prusse (1888-1958), Joachim de Prusse (1890-1920) et Victoria-Louise de Prusse (1892-1980), par mariage dernière duchesse de Brunswick.

## Biographie

### Enfance
Adalbert de Prusse naît le 14 juillet 1884 au Nouveau Palais de Potsdam, résidence d’été de ses parents. Son prénom est choisi en hommage au prince Adalbert de Prusse (1811-1873), fondateur de la marine prussienne.
Le jeune prince a de nombreux parrains et marraines : Charles Ier, roi de Wurtemberg et son épouse, Olga Nikolaïevna de Russie ; Othon Ier, roi de Bavière ; Arnulf de Bavière, prince de Bavière ; Frédéric II, grand-duc de Bade ; Ferdinand-Salvator de Habsbourg-Toscane, archiduc d'Autriche ; et Louise-Sophie de Schleswig-Holstein-Augustenbourg. Deux de ses marraines sont issues de la proche parenté de son père : Alexandrine de Prusse, grande-duchesse de Mecklembourg-Schwerin et Charlotte de Prusse, duchesse de Saxe-Meiningen.
Dès sa naissance, son père le destine à une carrière dans la marine, comme son oncle le prince Henri de Prusse (1862-1929). Adalbert reçoit une éducation stricte en compagnie de ses frères, sous la direction de deux gouverneurs : l’ancien attaché militaire allemand à Vienne, le général-major Adolf von Deines, et un gouverneur civil, M. Kessler. Ceux-ci sont secondés dans leurs tâches par un professeur, Fechner, et un éducateur, le sous-lieutenant Gustav von Rauch. Ethel Howard, gouvernante anglaise, laisse des mémoires sur sa vie à la Cour impériale allemande ainsi que des notes sur ses élèves.
Chaque semaine, un sergent-major du premier régiment d’infanterie vient enseigner le maniement d’armes. Miss Atkinson enseigne l'anglais et M. Girardin enseigne le français. L’empereur leur donne lui-même des leçons d’équitation. Enfin, les princes étudient le violon et le piano.
Leur mère tempère quelque peu par son indulgence cette éducation stricte. Elle assiste aux leçons, aux repas et au coucher. Leur père statue sur les punitions et les récompenses. Adalbert et ses frères restent sous la coupe de leur aîné, le Kronprinz Guillaume, réputé autoritaire.
Les enfants ont quelques instants de récréation et s'amusent avec des soldats de plomb, afin d' apprendre les multiples uniformes de l'armée impériale, ou se promènent sur les toits du palais impérial où ils s'amusent l'hiver. Ils jouent aussi dans une forteresse construite pour eux, près du Nouveau Palais. Trois dates par an sont importantes dans leur vie de jeune prince de la Couronne allemande : Noël, Pâques et leur anniversaire. La fête de Noël est l'occasion d'une grande fête en famille où les enfants reçoivent quelques cadeaux et des biscuits en pain d'épice.
Lorsque l'impératrice fait enregistrer sa voix à l'aide d'un phonographe, en 1891, elle trouve que le jeune prince a la même voix que son arrière-grand-père, Guillaume Ier, ce que l'assistance semble confirmer.

### Jeunesse
Suivant le souhait de son père qui a accédé au trône en 1888, le prince Adalbert fait son entrée officielle dans la marine à  l'âge de 10 ans en 1894. Il a déjà été  familiarisé avec ce milieu auparavant : à l'école militaire de Plön, un yacht était à sa disposition et le petit prince devait essayer de le faire manœuvrer sur un lac. Le 18 avril, à l'occasion d'une brillante fête dans la rade de Kiel, Adalbert prête serment auprès du chef du cabinet de la marine, après un service religieux, sur le cuirassé Kaiser-Wilhelm. Il monte ensuite sur le bâtiment-école Charlotte où il va poursuivre son instruction. Ces deux bâtiments portent les noms de membres de la famille impériale. Le jeune garçon est alors Seekadett et reçoit des cours théoriques et pratiques pour obtenir son brevet d'officier de marine. Ensuite, le prince va participer à une courte croisière sur la Baltique, à la régate estivale de Kiel, traverser la Méditerranée vers le canal de Suez et visiter les diverses colonies allemandes.
Il est formé à Kiel, le principal port de la marine impériale à l'époque. Après quoi, Adalbert de Prusse voyage à l'étranger où il représente son père : il fait ainsi un voyage aux États-Unis pendant l'été 1912, mais également en Russie, en France ou au Danemark. L'empereur envisage pour son fils le poste de commandant en chef de la marine allemande à la suite de son oncle le prince Henri de Prusse. En qualité d'officier de la marine impériale allemande, le prince Adalbert réside dans une petite maison sur le port de Kiel, la villa Seelust. C'est dans cette ville qu'il donne des bals, y conviant quelquefois son frère aîné le Kronprinz, friand de mondanité (et de jolies femmes).
C'est un homme qui s'avère doué et, à l'inverse de ses frères, devient le favori des cercles politiques. Il est très proche de sa jeune sœur, la princesse Victoria-Louise, née en 1892 dont il est l'un des frères préférés. Avec l'aide de leur belle-sœur, la princesse royale Guillaume, née Cécilie de Mecklembourg-Schwerin, il a beaucoup contribué  au mariage de sa sœur avec le prince Ernest-August de Hanovre. Le prince est également choisi comme parrain pour le premier enfant du couple, Ernest-Auguste de Hanovre (1914-1987)   À sa mort, en 1948, Adalbert ne conserve des liens avec sa famille que par elle.

### Perspectives matrimoniales et romances
Le journal français L'Aurore énumère les refus successifs qu'essuie le jeune homme sans en comprendre toujours les raisons, celui-ci étant réputé aimable, élégant et mondain.
Parmi ces princesses qui lui opposèrent un refus, l'on peut citer : Sophie-Charlotte d'Oldenbourg (1879-1964), qui épousera son frère, Oscar de Prusse , Thyra  (1880-1945) et sa sœur Dagmar (1890-1961), princesses de Danemark ; Patricia de Connaught (1886-1974), princesse du Royaume-Uni ; Olga Nikolaïevna Romanova (1895-1918), grande-duchesse de Russie ; Marie-Adélaïde (1894-1924), grande-duchesse de Luxembourg ; Adélaïde de Schleswig-Holstein (en) (1889-1964), sa cousine germaine.
Cependant, le prince n'est pas en reste puisqu'il refuse la main d'Élisabeth de Roumanie (1894-1956), princesse de Roumanie et future reine des Hellènes. Dans son numéro du 30 juin 1913, le journal français Gil Blas cherche à démontrer que le prince n'a pas envie de se marier.
Tandis qu'il essuie ces multiples refus, le prince Adalbert entretient une relation avec une bourgeoise hongroise, Mlle de Csery, qu'il rencontre en 1909. Il la retrouve plusieurs fois à Marienbad, cité thermale de Bohême, notamment en août 1912 où ils jouent au tennis et flirtent. L'impératrice Augusta-Victoria les rejoint à cette occasion et le journal Gil Blas suppose que la souveraine souhaite rencontrer la jeune femme avant d'autoriser son fils à convoler avec elle.
En 1910, le mariage d'Adalbert et de Dagmar de Danemark, fille de Frédéric VIII, roi de Danemark, est envisagé. Mais les Cours allemandes et danoises s'opposent profondément depuis la Guerre des Duchés, en 1864, qui vit les duchés de Holstein et de Schleswig soustraits de la Couronne danoise au profit principal du Royaume de Prusse. Le projet a donc été abandonné.
Cette même année, le prince Adalbert souhaite se marier avec la fille d'un prince de Thuringe. Son identité n'est pas précisée et il s'oppose même à ses parents qui veulent qu’il se concentre sur sa carrière dans la marine. Le jeune homme avance l'argument d'être déjà plus âgé que ses trois frères lors de leurs mariages mais il doit accepter la demande de son père.
Pendant l'été 1912, le prince accompagne son père lors d'une visite officielle auprès de Nicolas II, empereur de Russie. Cette visite n'est pas anodine et un rapprochement entre les deux voisins est envisageable. À Berlin, des rumeurs circulent selon lesquelles le prince Adalbert se marierait avec Olga Nikolaïevna de Russie, fille aînée du Tsar. Or deux obstacles importants se dressent devant ces rumeurs : l'âge (il a 28 ans ; elle a 17 ans) et la religion (il est protestant ; elle est orthodoxe). À l'occasion de ce nouvel échec, le journal français L'Aurore, dans son numéro du 7 octobre 1912, compare Adalbert au prince Paul de l'opéra-bouffe La Grande-duchesse de Gérolstein. Pourtant, selon le Washington Herald du 28 juillet 1912 la grande-duchesse Olga aurait confié à son père ne pas avoir été insensible aux attentions du prince.
En juin 1913, peu après le mariage de la princesse Victoria-Louise de Prusse avec Ernest-Auguste de Hanovre, il est question de marier le jeune homme avec Olga de Hanovre (pt) (1884-1958), la sœur aînée de son nouveau beau-frère. Celle-ci est souvent invitée à la Cour de Berlin et l'impératrice s'arrange pour faire venir son troisième fils de Kiel. Or le prince n'éprouve pas d'intérêt pour la princesse. L'empereur Guillaume II se décide à intervenir mais le projet est abandonné lorsqu' Adalbert exprime son désir d'épouser Adélaïde de Saxe-Meiningen.
Le jeune prince rencontre en effet Adélaïde de Saxe-Meiningen, une connaissance de sa mère, au début des années 1910. Elle est la seconde enfant de Frédéric-Jean de Saxe-Meiningen et de sa femme, née Adélaïde de Lippe-Biesterfeld et sœur du duc Léopold IV. La princesse Adélaïde est très malade et doit passer beaucoup de temps dans des cliniques pour suivre des cures, notamment à Hanovre en 1911. La jeune princesse est atteinte de porphyrie ce qui entraine des troubles mentaux chez la malade ainsi que quelques problèmes physiques.
Adalbert la rencontre et commence à lui envoyer des lettres d'amour pendant l'année 1914. Il lui demande de l'épouser : c'est ce qu'elle fait le 3 août 1914 à Wilhelmshaven, où le prince sert dans la marine impériale au commencement de la Première guerre mondiale. L'union du prince Adalbert est très bien perçue par l'empereur et l'impératrice, à l'inverse de celle du prince Oskar avec Ina-Maria von Bassewitz quelques jours plus tôt. Peu après le mariage le beau-père du jeune prince meurt à la bataille de Tarcienne, près de Charleroi, le 23 août.
Le ménage est harmonieux et donne naissance à trois enfants :
- Victoria-Marina (4 septembre 1915-4 septembre 1915)
- Victoria-Marina de Prusse (11 septembre 1917-1981), qui épouse en 1947 Kirby Patterson (1907-1984), et en divorce en 1962. Victoria-Marina et Kirby auront 3 enfants[9] : Berengar Orin Bernhard Kirby Patterson (21 août 1948 - 18 mai 2011), Marina Adelaide Emily Patterson (21 août 1948 - 10 janvier 2011), mariée en 1982 à John William Engel (né en 1946), et Dohna Maria Patterson (née le 7 août 1954), qui épouse en 1974 Stephen Leroy Pearl (né en 1951).
- Guillaume-Victor de Prusse (15 février 1919-1989), épousera en 1944 la comtesse Marie-Antoinette de Hoyos-Stichsenstein (1920-2004)[10], fille du comte Frédéric de Hoyos-Stichsenstein. Deux filles naissent de cette union : Marie-Louise de Prusse (née le 18 septembre 1945), qui épouse en 1971 le comte Rudolf von Schönburg-Glauchau (né en 1932), et Adalbert-Alexandre-Frédéric-Joachim-Christian de Prusse (né le 4 mars 1948), qui épouse en 1981 Eva Maria Kudicke (née en 1951).

### Première Guerre mondiale
Alors que le conflit a débuté depuis deux mois, une rumeur circule selon laquelle le prince Adalbert a été retrouvé mort sur un champ de bataille. Le prince aurait été la victime d'un tir allemand, ce que relaye la presse étrangère mais, peu de temps après, cette histoire s'avère être fausse.
Pendant la Première Guerre mondiale, Adalbert de Prusse est commandant à bord du SMS Dantzig, puis commandant d'un navire torpilleur.
Le prince se rend également à plusieurs reprises sur le front oriental, dans l'actuelle Pologne, en tant qu'officier du régiment de grenadiers Frédéric-le-Grand. C'est à l'occasion d'une de ses visites que le jeune homme partage le quotidien des combattants, pendant deux jours. Avant de repartir, le lieutenant-colonel du régiment lui remet un billet que tout combattant doit avoir pour utiliser les chemins de fer : « Il est attesté par la présente que S.A.R. le prince Adalbert de Prusse a été désinfecté et se trouve actuellement exempt de vermines ».
La presse française évoque le fait que le Kaiser réserverait, en cas de victoire de l'Allemagne, la Couronne de Belgique pour son troisième fils.

### Après la Première Guerre mondiale
En 1919, Adalbert de Prusse et sa famille quittent Kiel pour Bad Homburg où ils vivent retirés. La mauvaise santé de son épouse oblige le prince et sa famille à se rendre fréquemment en Suisse. La famille finit par s'installer en 1928, sur les bords du lac Léman à La Tour-de-Peilz[réf. souhaitée].
Ils mènent une existence discrète sous le nom d'emprunt de comte et comtesse Lingen, sans prendre part à la politique menée par les nazis.

## Généalogie
Adalbert de Prusse appartient à la première branche de la Maison de Hohenzollern, dont certains membres devinrent électeurs de Brandebourg, rois de Prusse et empereurs d'Allemagne.

## Littérature
Le prince Adalbert est l'un des personnages du roman de Carolly Erickson The Tsarina's Daughter (2008). Il est alors un fiancé potentiel pour sa cousine russe, la grande-duchesse Tatiana Nikolaïevna de Russie.